# Площа Дам
Площа Дам (нід. de Dam) — центральна площа столиці Нідерландів Амстердама; бізнесове й культурне осереддя міста й країни; сподобане місце людського скупчення — як амстердамців, так і туристів. Майдан названо на честь колишньої дамби через річку Амстел.
На площі розташовані знамениті будівлі й проводяться численні заходи, що робить її одним з найвідоміших і найважливіших місць у Амстердамі й Нідерландах.

## Розташування та опис
Площа Дам розташована в історичному центрі Амстердама, десь у 750 метрах на південь від головного транспортного вузла — Центрального залізничного вокзалу. Вона має форму прямокутника, що тягнеться десь на 200 метрів із заходу на схід і на 100 метрів з півночі на південь.

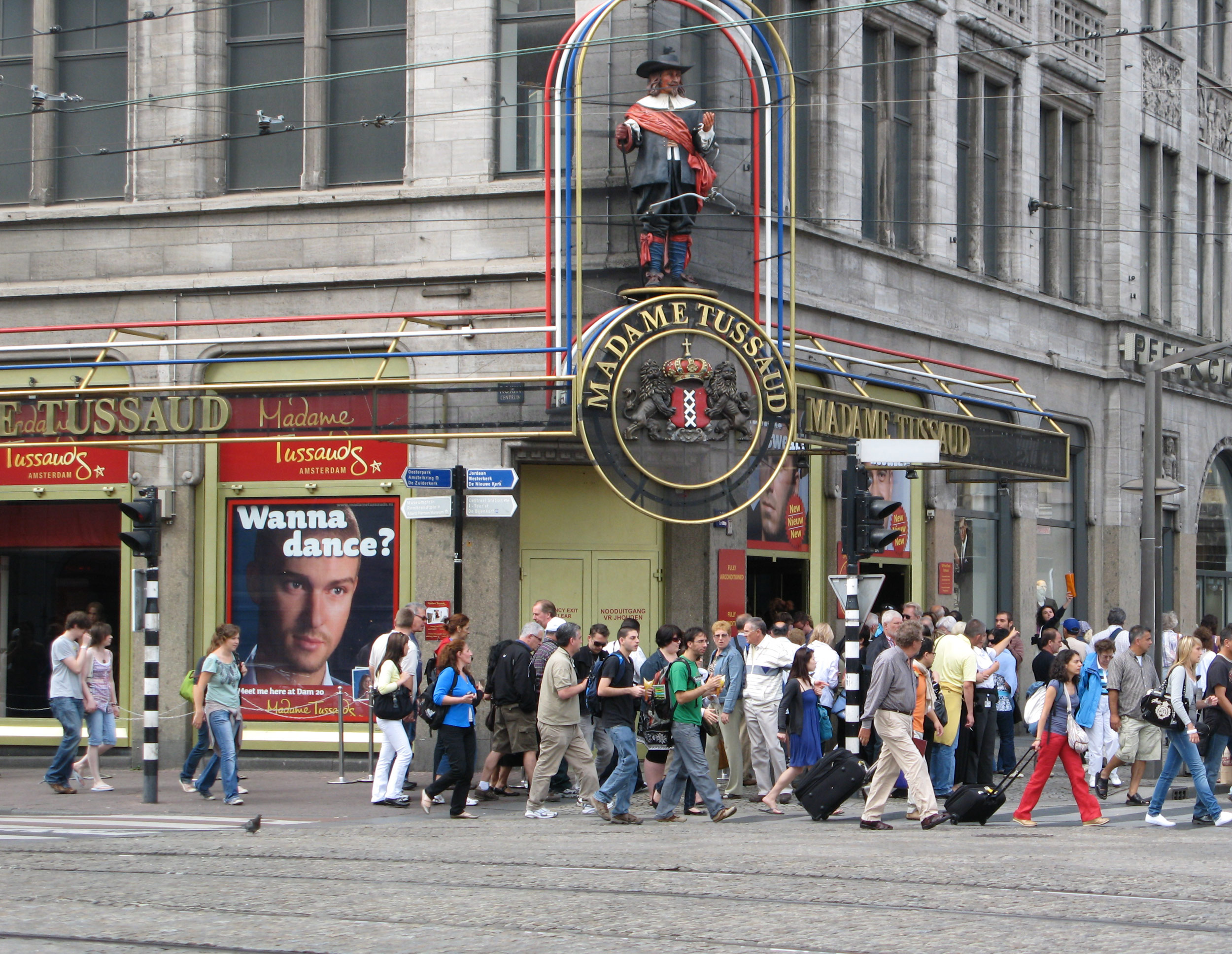
Амстердамська філія Музею воскових фігур мадам Тюссо

Майдан з'єднує вулиці Дамрак (Damrak, центральна міська вулиця) і Рокін (Rokin), що пролягають уздовж колишнього напрямку течії річки Амстел від станції «Амстердам-Сентрал» до площі Мюнтплейн (Muntplein) і вежі Мюнтторен (Munttoren). Дамба ще й кінець інших жвавих вулиць — Нівендейк (Nieuwendijk), Калверстрат (Kalverstraat) і Дамстрат (Damstraat). Неподалік північно-східного рогу площі розташований головний амстердамський район «червоних ліхтарів» — Де-Валлен.
У західному кінці майдану розташований зведений у неокласичному стилі Королівський палац, у якому від 1655 року містилась ратуша до її перетворення в королівську резиденцію в 1808 році. Коло палацу, майже примикаючи до нього, розташована готична споруда XV століття Нівекерк (Nieuwe Kerk «Нова церква») і Музей воскових фігур мадам Тюссо (Madame Tussaud's Wax Museum).
На супротивному боці площі підноситься Національний монумент (білий кам'яний стовп), спроектований Я. Й. П. Аудом і зведений у 1956 році в пам'ять про жертви Другої світової війни.
Також на площі розташовані «НГ Ґранд Готель Краснапольський» (NH Grand Hotel Krasnapolsky) і престижний універмаг «Беєнкорф» (Bijenkorf).

## Історія
Назва площі, як і всього міста, пов'язана з її початкової функцією — дамби на річці Амстел. Побудована приблизно в 1270 році ця гребля вперше сполучила поселення на обох берегах річки.
Дамба поступово зміцнювалася й у підсумку стала досить широкою для виникнення справжньої міської площі, а згодом стала осередком, навколо якого зростало місто.
Власне теперішня площа Дам утворилася з 2 площ — діючої греблі Мідделдам (Middeldam) і Платсе (Plaetse), що примикає до простору із заходу. У місці, де судна пришвартовувалися до дамби для завантаження і розвантаження товарів, з'явився великий рибний ринок. Цей район став центром комерційного та політичного життя, в якому розміщувалася ратуша Амстердама.

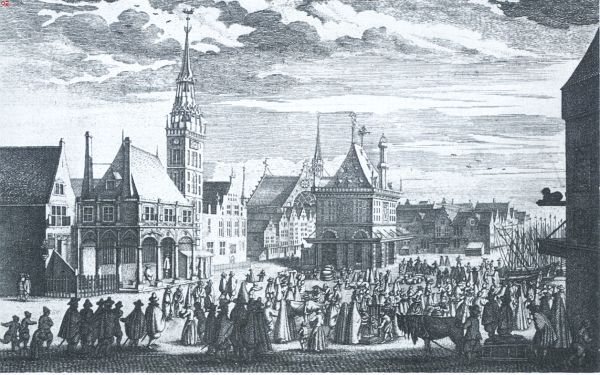
Стара ратуша, Вагова і Нова церква на старій гравюрі, бл. 1730

Як на будь-якій ринковій площі, на майдані Дам була Будівля ваг (Вагова), яку можна побачити на деяких старих зображеннях. Її знесли в 1808 році з наказу Луї Бонапарта, який, улаштувавшись у нещодавно перебудованому Королівському палаці, жалівся, що ця споруда закриває йому весь огляд.
Дамрак (колишнє гирло річки Амстел) було почасти засипано в перших десятиліттях XIX століття, й відтоді площа Дам обступлена землею з усіх боків. На новій території в 1837 році було побудовано Фондову біржу Зохера (Beurs van Zocher). Коли в 1903 році торгівлю акціями перенесли до Біржі Берлаге (Beurs van Berlage), будинок Біржі Зохера знесли. Починаючи від 1914 року на його місці розташований універмаг «Де Беєнкорф» (De Bijenkorf).
У 1856 році на площі в присутності короля Вілема III було урочисто відкрито військовий меморіал Де-Ендрахт (De Eendracht «Єдність»). Цю кам'яну колону зі статуєю жінки на вершечку стали називати Naatje of the Dam". У 1914 році пам'ятник демонтували.

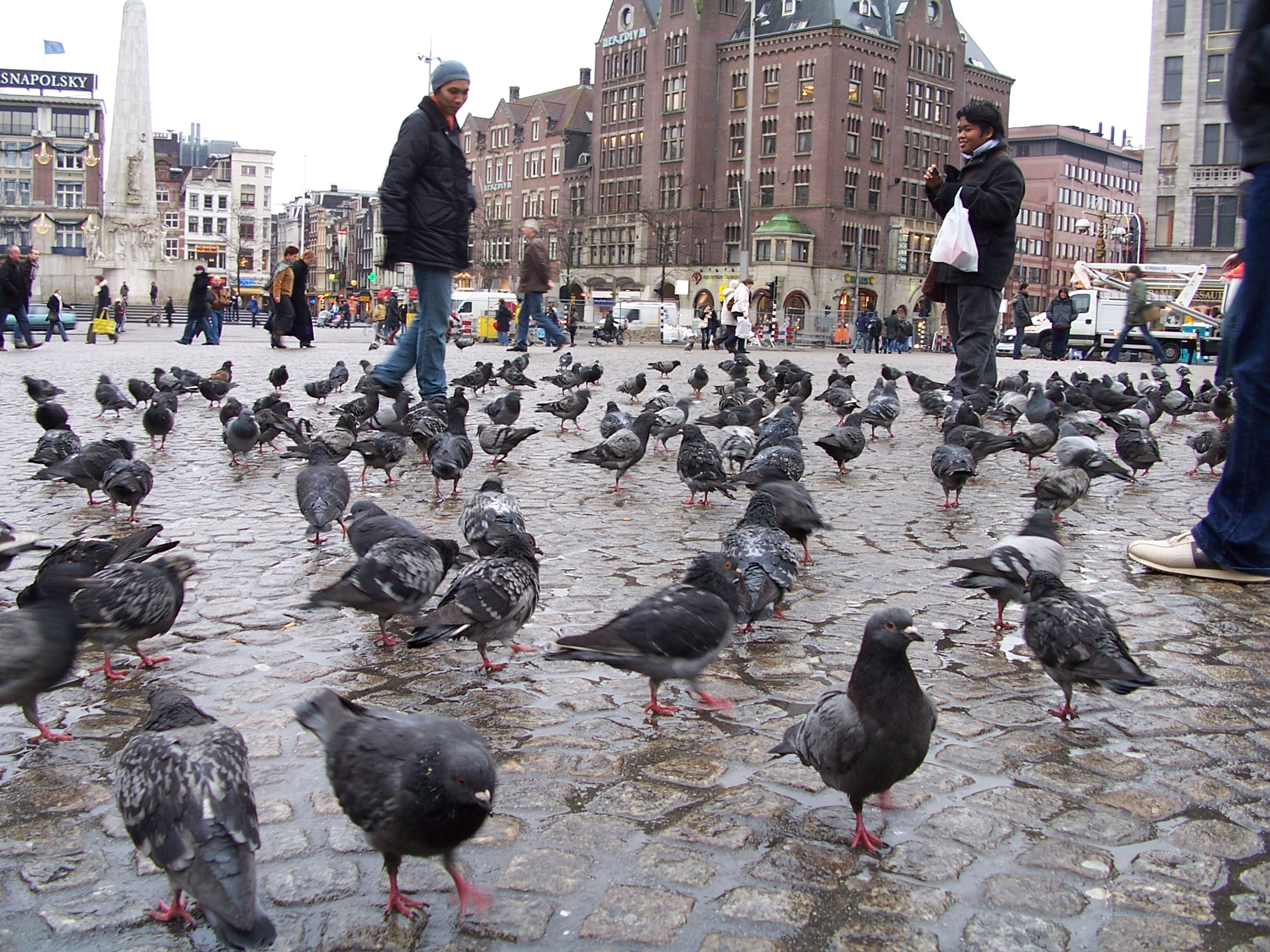
Амстердамські голуби на площі Дам

На Площі Дам є кілька зупинок трамваю. Наприкінці XIX століття, коли ще була конка, площа Дам була найважливішим центром трамвайного сполучення Амстердама. Після 1900 року ця функція перейшла до Статьонсплейн (Stationsplein).
У XIX і XX століттях головна площа Амстердама стала справжньою «національною» площею, відомою всім жителям Нідерландів. Тут часто проводили демонстрації й усякі масові заходи, в тому числі багато мітингів. Щороку 4 травня нідерландці відзначають День поминання полеглих, тому в 1956 році на площі звели Національний монумент.
Площа Дам і нині зостається міським осереддям культурного й економічного життя, місцем усяких заходів, сподобаним місцем прогулянок амстердамців і численних туристів. Кілька разів на рік (зокрема, у День королеви, напередодні Різдва) на площі Дам влаштовують великі ярмарки.
На майдан постійно злітаються міські голуби, яких за звичаєм підгодовують перехожі.

## Транспорт
Через площу Дам їздять амстердамські трамваї №№ 4, 9, 14, 16, 24 і 25; є й трамвайні зупинки.

## Галерея
|  |  |  |  |

## Виноски
1. ↑  https://adamlink.nl/geo/street/dam/880
2. ↑  Площа Дам з Національним монументом на сайті PlanetWare [Архівовано 17 липня 2010 у Wayback Machine.] (англ.)